# Vellugtende kamille
Vellugtende kamille (Matricaria recutita) er en 20-60 centimeter høj plante. Den er i udpræget grad en pionerplante, der tillige har fundet udbredt anvendelse som lægeplante til sårrensning, øjenbadning, mundskylning og som en mild sovemedicin. Den vokser vildt på oftest vandlidende agerjord, men er aftagende i hyppighed. Alle overjordiske dele af planten dufter kraftigt af kamille.

## Beskrivelse
Vellugtende kamille er en enårig, urteagtig plante med en opret, grenet vækst. Skuddet er svagt furet og klæbrigt. Det bærer spredtstillede blade, som er flerdobbelt fjersnitdelte med trådtynde, tilspidsede småblade. Begge bladsider er lysegrønne.
Blomstringen finder sted i juli-september, hvor man finder blomsterne samlet i endestillede kurvblomster. Kurvebunden er hul og kegleformet med gule, rørformede skiveblomster og hvide, tungeformede randkroner. Begge slags blomster er 5-tallige. Frugterne er nødder.
Rodsystemet består af en kraftig, lodret pælerod og et stort antal siderødder.
Højde x bredde og årlig tilvækst: 0,50 x 0,25 m (50 x 25 cm/år).

## Hjemsted
Arten var oprindeligt udbredt i Syd- og Sydøsteuropa, men er nu naturaliseret over hele det øvrige Europa, Nordamerika og Australien. Den er knyttet til opgivne marker og langs vejkanter, hvor der er fuld sol og en fugtbevarende, gerne kalkfattig, men næringsrig jord. Den er indikatorart for ler i jorden.
I Danmark er den sjælden. Den findes oftest på vandlidende agerjord, men er mindre almindelig end førhen.
På strandengen ved Avernakke på Fejø findes arten sammen med bl.a. agertidsel, almindelig agermåne, gederams, almindelig røllike og tætblomstret hindebæger

## Indholdsstoffer
Planten indeholder 0,3-1,5 % æteriske olier, der er sammensat af α-bisabolol (5-70 %), bisabololoxiderne A, B og C (henholdsvis 5-60, 5-60 og 0-8 %), β-farnesen (7-45 %), cis-og trans-dicycloæter (2-30%), sammen med guaian-derivaterne spathulenol (cirka 1 %) og chamaviolin.

## Anvendelse
Arten bruges i form af et vandigt udtræk fra de tørrede blomster som en let og mild form for desinfektionsmiddel til betændelser i øjne, på hud og i mund. De tørrede blomster fungerer som inhalation ved svær hoste og åndedrætsbesvær. Endelig bruger mange kamillete som en mild sovemedicin. Det her nævnte skal tages som en oplysning om, hvad folk gør, men ikke som anbefaling af en medicin. Se lægelige forbehold.

## Note
1. ↑  "Jan Ethelberg: Fejøs natur". Arkiveret fra originalen 9. februar 2011. Hentet 17. januar 2011.